# 东风7E型柴油机车
东风7E型柴油机车（DF7E）是中国铁路使用的电力传动柴油机车车型之一。该型机车是根据《铁路科技发展“九五”计划和2010年长期规划纲要》提出的要求，为满足5,000吨重载货物列车的调车作业需要，由北京二七机车厂于1996年开始研制、1999年研制成功的25吨轴重重型调车机车，适用于大型编组站的列车编组及调车作业，也可用于大型工矿企业的调车及小运转作业。该型机车是以东风7C型柴油机车为设计原型，采用了适应25吨轴重的三轴转向架，动力装置为一台12V240ZJ6B型柴油机，装车功率为2,500马力（1,840千瓦）。传动系统使用TQFR-3000型同步发电机和ZQDR-410A型牵引电动机。东风7E型机车与以前生产的东风7系列机车相比，最大区别在于该型机车采用了交流辅助传动系统，牵引电动机通风机、冷却风扇、空气压缩机等辅助传动装置全部由交流电动机驱动。东风7E型机车仅试制两台，均配属郑州铁路局使用。

## 发展历史

### 开发背景
1990年代初，中国铁路货物运输量随着中国经济的发展而迅速增长，铁路运输能力与运量增长的矛盾越趋突出。1994年初，中华人民共和国铁道部颁发了新的《铁路主要技术政策》（铁科技〔1993〕166号文），再次强调“大力提高列车重量”和“努力提高列车速度”的方针，明确指出在繁忙干线开行5,000～6,000吨级重载列车是提高货运能力的重要出路，货物列车的最高速度应逐步提高到90公里/小时，并且提出将货运电力机车、内燃机车的最大轴重增加到25吨。在1995年10月举行的全路科技大会上，铁道部又发布了《铁路科技发展“九五”计划和2010年长期规划纲要》，提出2000年前在京沪、京广、京哈、陇海等繁忙干线逐步开行5,000吨级重载货物列车的目标，并且要普遍提高全国铁路的货物列车重量。《长期规划》并根据铁路发展需要制定了“九五”期间的四大科技工程，其中一项便是开展以25吨轴重为特征的货运重载技术研究，重点研究课题包括25吨轴重的大功率货运电力机车、柴油机车及重载调车机车，25吨轴重低作动力用力货车，并研究适应25吨轴重的线路、桥梁结构技术标准，目标在“九五”期间完成机车车辆技术攻关、实现少量生产及投入试验考核，为2000年以后大量推广25吨轴重重载货运技术打下基础。

### 研制过程
1996年5月1日，铁道部科技司与北京二七机车厂签署了铁道部科技发展计划项目合同，开发研制25吨轴重的东风7E型重载调车机车，以满足5,000吨重载货物列车的调车作业需要。与此同时，铁道部亦向另外几家机车制造厂下达了25吨轴重货运机车的研制任务，包括戚墅堰机车车辆厂的东风8B型柴油机车、株洲电力机车厂的韶山4C型电力机车、大同机车厂的韶山7B型电力机车，以满足在主要干线单机牵引5,000吨重载货物列车的需要。1998年1月，东风7E型机车总体设计方案通过了铁道部科技司、机务局、中车公司组织的部级设计审查。随后，北京二七机车厂根据审查会议的意见，对机车设计方案作出了修改，并于1998年5月底完成了施工设计。东风7E型机车是以东风7C型柴油机车为设计原型，机车整备重量由原来的138吨提高到150吨，采用了能适应25吨轴重的三轴转向架，动力装置为一台12V240ZJ6B型柴油机，装车功率为2,500马力（1,840千瓦）。东风7E型机车与以前生产的东风7系列机车相比，其中一项区别在于该型机车采用了由大连机车研究所研制的交流辅助传动系统，代替了以往沿用的机械—液压辅助传动系统，牵引电动机通风机、冷却风扇、空气压缩机等辅助传动装置全部由交流电动机驱动。

### 试验考核
1998年12月，东风7E型0001号、0002号机车在北京二七机车厂落成。1999年初，该两台机车进行了水电阻试验、正线试运行和各系统的调试。1999年7月20日，东风7E型0001号、0002号机车按铁道部安排，配属给郑州铁路局郑州北机务段，在郑州北编组站投入运用考核。运用考核表明，东风7E型机车性能表现良好，150吨粘着重量使机车即使在恶劣的粘着条件下也能满足5,000吨级列车编组的需要，并有效提高了编组站整列牵出转场速度。同时，郑州机务段亦向工厂方面提出了增加机车功率储备以进一步改善其性能的建议。
2000年，北京二七机车厂最新研制的12V240ZJ6E型柴油机完成了UIC 100小时性能试验后，装用于东风7E型机车并替换了原来的12V240ZJ6B型柴油机，装车功率提高到3,000马力（2,200千瓦），提高了机车的功率储备和牵引性能。换装12V240ZJ6E型柴油机后，东风7E型机车的牵引功率得到大幅提升，特别是在调车机车常用的每分钟600~1000转范围内。根据牵引计算，原来的东风7E型机车在一般的小运转作业中，牵引3,000吨货物列车在平直道上的均衡速度为70公里/小时，而换装新柴油机后的东风7E型机车同样牵引3,000吨时，在平直道上的均衡速度可达78公里/小时。2001年7月上旬至8月中旬，在铁道部产品质量监督检验中心的主持下，东风7E型0001号机车在北京环行铁道、京广铁路等地完成了各项鉴定试验项目，包括牵引热工性能试验、环行线动力学性能试验、制动性能试验、冷却能力试验、小半径曲线线路动力学试验、机车称重等，并按铁道部规定对完成运用考核后的东风7E型机车进行拆解检验，试验结果显示机车各项性能指标符合设计任务书的要求。2001年12月，12V240ZJ6E型柴油机在大连机车研究所通过了UIC 360小时耐久试验。2002年7月11日至12日，铁道部在北京为东风7E型机车召开科技成果鉴定会议，由北京交通大学、铁道部科学研究院、铁道部质检中心、中国北车集团、北京铁路局等代表组成的鉴定委员会一致同意通过成果鉴定。东风7E型机车并先后获得中国北车集团2004年度科技成果一等奖、中国铁道学会2005年度科学技术奖。

### 运用情况
两台东风7E型机车仍继续配属郑州铁路局郑州北机务段，主要担当郑州北站的列车解编和驼峰作业。2006年3月，郑州铁路局实施生产力布局调整，原郑州机务段撤销并且整建制并入郑州北机务段，成立新的郑州机务段，东风7E型机车亦改配属郑州机务段货运车间。2014年，东风7E型0001号机车转配属新乡机务段，而0002号机车则仍然留在郑州机务段运用。
虽然铁道部没有继续采购东风7E型机车，但其部分技术后来被应用于其他东风7系列机车。从2001年起开始生产的东风7C型宽轨口岸型机车，以及在2002年面世的东风7J型柴油机车，均采用了与之相同的12V240ZJ6E型柴油机。2000年面世的东风7F型柴油机车也沿用了东风7E型机车的交流辅助传动系统。

## 技术特点

### 总体布置

#### 基本结构
东风7E型柴油机车是调车及小运转用的六轴柴油机车，装用12V240ZJ6E型柴油机时的标称功率为2,000马力（1,500千瓦），换装12V240ZJ6E型柴油机后的标称功率为2,450马力（1,800千瓦），构造速度为100公里/小时，运转整备重量为150吨，轴重为23+2吨。机车采用外走廊式及中梁承载的罩式车体结构，车体所有载荷均由车体底架承担。东风7E型机车按23吨或25吨可变轴重考虑车体设计，通过在车体两侧安装可以灵活拆除的压铁，便可将轴重从23吨提高到25吨。压铁布置形式借鉴自东风8B型柴油机车，车架侧梁两侧各挂有一块40毫米厚的长条形钢板并以螺栓固定，车架设计亦经过改良以达到提高承载能力、简化结构、减轻重量的目的。车体底架长度为18,980毫米，车钩中心线间距为19,980毫米，车体宽度为3,360毫米，车体高度为4,750毫米。车身两侧和两端设有露天走台与扶梯，车体两侧设有供乘务人员检修设备的拉门。车体底架两端装有13号上作用车钩、牵引缓冲装置和排障器。车体底架下部两台转向架之间吊挂着一个容量为5,400升的燃油箱，燃油箱前后两端各有一个总风缸，左右两侧设有铅酸蓄电池组。

#### 设备布置
机车车体从前到后分别为辅助室、冷却室、动力室、司机室和电气室，其中电气室方向为短罩端（II端），辅助室方向为长罩端（I端）。辅助室内设有两台以交流变极电动机驱动的空气压缩机和空气干燥器。冷却室内设有冷却水系统和散热装置，冷却室顶部装有两个由交流变极电动机驱动的轴流式冷却风扇，冷却风扇直径为1,600毫米，冷却室两侧共设有40个铜管带式散热器单节，冷却室下部设有机油热交换器、辅助传动系统控制箱，以及由异步电动机驱动的前转向架牵引电动机通风机。机车设有两套独立的循环冷却水系统，分别为冷却柴油机的高温冷却水系统（14个散热器单节），以及冷却增压空气、机油、静液压传动油的低温冷却水系统（26个散热器单节）。
动力室由一道隔墙分成柴油机间和电机间。柴油机间内安装了一套柴油发电机组，并设有空气滤清器、燃油滤清器、燃油输送泵、机油滤清器、膨胀水箱等辅助设备。靠近司机室的电机间设有预热锅炉、硅整流柜、起动变速箱、后转向架牵引电动机通风机等设备。起动变速箱通过弹性联轴节和万向轴与柴油机自由端连接，并通过该变速箱驱动励磁机、起动发电机、辅助交流发电机。
东风7E型机车和东风7C型机车一样，司机室内设有两个功能相同的司机操纵台，在司机室内沿前进（面向长罩端方向的左侧）、后退（面向短罩端方向的左侧）方向对角布置，以便司机选择任意一个方向操纵机车，司机操纵台设有主控制器、操纵按钮、空气制动阀、仪表和信号显示装置等。电气室内设有高低压控制电器柜，其中包含换向开关、电子恒功率励磁装置、无级调速驱动器、电压调整器和各种用途的接触器开关，另外还装有机车信号装置、空调电源装置和电冰箱。空气制动装置采用JZ-7型空气制动机，并配备两台NPT5型电动空气压缩机。

### 柴油机

#### 12V240ZJ6B
东风7E型机车早期曾装用一台由北京二七机车厂制造的12V240ZJ6B型柴油机，属于240/275系列柴油机产品之一。与东风7C型机车所使用之12V240ZJ6D型柴油机相比，该机型的最大特点在于改为使用铸造机体。12V240ZJ6B型柴油机是一款12气缸、四冲程、V型结构、直接喷射、废气涡轮增压、增压空气中间冷却的中速柴油机。气缸内径为240毫米，活塞行程为275毫米，气缸夹角为50°，额定转速为每分钟1,000转，最低空载转速为每分钟430转，UIC标定功率为2,700马力（2,000千瓦），装车功率为2,500马力（1,840千瓦），标定工况时的平均有效压力为1.6兆帕，燃油消耗量为155克/有效马力·小时（211克/有效千瓦·小时）。柴油机采用铸造机体、组合式钢顶铝裙活塞、蠕墨铸铁气缸盖、合金钢全纤维锻压曲轴、合金锻钢G型并列连杆。增压系统采用单级废气涡轮脉冲式增压，配备两台ZN261-13E-1型径流式增压器布置和两台KLQ45型中冷器，增压器和中冷器均设置在空气稳压箱的两端。该型柴油机亦被应用于2000年制造的东风7C型5314号～5317号机车上。
柴油机采用由步进电机驱动的无级调速联合调节器。空气过滤装置采用多旋流管式惯性滤清器和铝板过滤网组成二级空气滤清系统。柴油机由ZQF-80型起动发电机起动，其电源由110伏特直流蓄电池供给。柴油机完成起动后，起动发电机由直流串励电动机变为直流他励发电机，并通过电压调整器输出110伏直流电，作为辅助发电机使用，用来给蓄电池充电并和向辅助电路及控制电路供电。 

#### 12V240ZJ6E
2000年，东风7E型机车换装一台由北京二七机车厂制造的12V240ZJ6E型柴油机。该机型在12V240ZJ6D型柴油机的基础上开发的大功率柴油机，吸收了北京二七机车厂和奥地利李斯特内燃机及测试设备公司（AVL）的技术合作成果，应用了经重新设计的凸轮轴、气缸盖、气缸套、喷油泵、喷油器等零部件，配备天津机车车辆机械厂生产的ZN250-2型增压器，以及基伊埃（芜湖）川崎机械制冷设备公司生产的KLQ45WH型中冷器。标定功率为3,200马力（2,400千瓦），装车功率为3,000马力（2,200千瓦），平均有效压力提高至1.93兆帕，标定功率时的燃油消耗量为155克/有效马力·小时（211克/有效千瓦·小时）。该型柴油机亦被用于从2001年起开始生产的东风7C型宽轨口岸型机车，以及2002年面世的东风7J型柴油机车。

### 传动系统
东风7E型机车采用交—直流电传动装置，柴油机曲轴通过联轴节驱动一台交流同步发电机发出三相交流电，经由硅二极管组成的三相桥式整流装置整流为直流电后，再将电能输送给两台转向架上的六台直流牵引电动机，通过传动齿轮驱动轮对。东风7E型机车的主发电机、牵引电动机、硅整流机组、起动发电机和励磁机型号均与东风7C型柴油机车（非模块化）相同。

#### 牵引发电机
牵引发电机采用TQFR-3000型三相交流同步发电机，额定容量为2,985千伏安，额定电压为438／613伏特，额定电流为3,936／2,805安培，额定转速为每分钟1,100转，定子及转子绝缘等级均为F级，冷却方式为径向自通风式，主发电机净重为4,985公斤。牵引发电机的励磁电流由一台专门的励磁机供给（下述），励磁机由柴油机通过起动变速箱驱动，其发出的交流电经励磁整流器转换为直流电后，给发电机的转子励磁绕组励磁。

#### 整流装置
牵引发电机发出的三相交流电由硅整流装置转换成直流电，整流装置是由硅二极管元件组成的三相桥式全波整流电路，采用与东风4B型柴油机车相同的GTF-4800/770型硅整流装置，由六个串联的整流桥臂组成，每一桥臂有六个并联的ZP500-20型风冷平板式整流二极管，每台整流柜共有36个二极管元件，硅整流装置的最大直流输出电压为770伏特，额定直流输出电流为2,800安培。

#### 牵引电动机
牵引电动机采用ZQDR-410A型四极串励直流电动机，电机结构实际上与东风7型机车所使用的ZQDR-410型牵引电动机完全一样，但由于与电动机相连的齿轮罩设计有所变化，因此其型号亦相应改变。牵引电动机的额定功率为410千瓦，额定电压为550伏特，额定电流为800安培，额定转速为每分钟640转，最高转速为每分钟2,365转，定子及电枢绝缘等级分别均为H级，冷却方式为强迫通风。牵引电动机采用全并联连接。为了扩大机车的恒功率速度范围，东风7E型机车在牵引电动机回路设有一级磁场削弱，磁场削弱系数为60%。

### 控制系统
东风7E型柴油机车的励磁控制系统与非模块化的东风7C型机车相同，由电子恒功率调节器和功调电阻励磁调节装置构成。
功调电阻励磁调节装置采用由联合调节器伺服油压马达带动变阻器的方式。牵引发电机的励磁电流是由励磁机发出的交流电经励磁整流柜整流后供给，而励磁机的励磁电流则是由柴油机经启动变速箱驱动的测速发电机供电。测速发电机的励磁电流由110伏辅助电源提供，并经过功率调节电阻和励磁调节器控制。功率调节电阻的滑动触点由联合调节器上的功率伺服油压马达带动，它根据柴油机工作状况（欠载或过载）自动地调节可变电阻器的阻值，从而改变测速发电机的励磁电流，并经测速发电机和励磁机二级放大后，间接地改变了牵引发电机的输出功率。 
电子恒功率调节器采用闭环特性控制牵引发电机和柴油机的功率。以柴油机在各手柄挡位下的转速作为牵引发电机的功率给定信号，通过频率—电压变换器（FVC）将来自柴油机转速传感器的脉冲信号转换成模拟信号电压，并采用霍尔传感器作为牵引发电机的电压、电流和功率信号检测器；由比例积分调节器（PI）对给定信号和检测信号进行比较后输出一个调整信号电压，经功率放大器和VMOS场效应管改变励磁机的励磁电流，继而调节牵引发电机的输出功率。
由于功调电阻励磁调节装置的特性，只有柴油机转速每分钟700转以上才能对牵引发电机进行恒功调节，故此机车在柴油机低档位（低转速）时使用电子恒功率调节，当柴油机转速达到每分钟700转以上时才将功调电阻励磁调节接入，借助于联合调节器对功调电阻的调节信号来实现机车辅助功率的转移。两者共同进行牵引工况时的恒功率控制，弥补了联合调节器功调电阻励磁系统反应时间长、动态性能差的缺陷，并可自动控制机车起动电流增长率和恒制动功率。当功调电阻励磁调节装置发生故障时，微机控制的励磁调节器仍然可以独立运作。

### 转向架
机车轴式为Co-Co，走行部为两台相同的无导框式三轴转向架。转向架的主要结构与东风7C型机车基本相同，但悬挂装置和旁承结构应轴重增加而略有变化。转向架采用钢板组焊成封闭式箱形结构的“目”字形构架。滚动轴承轴箱结构与东风7D型机车相同，轴箱定位装置采用拉杆式弹性定位结构，轴箱通过装有橡胶关节元件的上、下轴箱拉杆与构架相连接，实现轴箱相对于构架的横向和纵向定位。转向架采用四点支承的橡胶旁承结构，代替东风7C型机车的油浴滑动摩擦板式旁承，有利于提高机车的粘着重量利用率。车体全部重量通过八个旁承由两台转向架支承，转向架与车体间还设有缓冲侧挡装置。
弹簧悬挂装置分为一系和二系悬挂两部分。一系悬挂采用独立悬挂形式，包括轴箱与构架之间的轴箱圆弹簧，以及用于衰减吸收来自轨道高频振动的橡胶垫，以及在1、3、4、6轴装有并列的液压减震器。与东风7C型机车相比，轴箱弹簧在原来的双圈簧内再增加一圈簧，以适应25吨轴重。二系悬挂为转向架构架与车体之间的旁承橡胶堆，一系及二系悬挂静挠度为94毫米和16毫米。牵引力和制动力通过低位平行四杆牵引杆机构传递，牵引点至轨面距离725毫米。
牵引电动机采用单侧齿轮传动的轴悬式驱动方式（滑动抱轴承式半悬挂），即牵引电动机的一侧通过抱轴瓦（滑动轴承）刚性地支承在车轴上，另一侧通过弹性元件（橡胶垫）和吊杆悬挂在转向架构架上。全部牵引电动机采用顺置排列方式，即牵引电动机都放在车轴的同一侧，可以有效地减少轴重转移的幅度，牵引齿轮传动比为4.5（63：14）。基础制动装置沿用了曾经在东风7C型5021号机车上试用的XFD-1型踏面制动单元、弹簧停车制动器、粉末冶金闸瓦。踏面制动单元为单侧双闸瓦形式，并带有闸瓦间隙自动调节器。转向架并设有轮缘润滑装置。

## 参看
- 东风7C型柴油机车
- 东风7F型柴油机车
- 东风7J型柴油机车
- 东风12型柴油机车

## 外部連結
- （简体中文）北京二七轨道交通装备有限责任公司：DF7E型重载调车机车